# Zemljina ravnoteža Sunčevog zračenja
Zemljina ravnoteža Sunčevog zračenja ili bilanca energije zračenja u sustavu Sunca i Zemlje je ravnoteža koja objašnjava da u sustavu atmosfere i Zemlje postoji uravnotežena bilanca Sunčevog zračenja. Kad ne bi bilo prirodne ravnoteže između primitka i gubitka energije zračenja, nastupili bi poremećaji i promjena klime, što bi moglo ugroziti život na Zemlji. U dalekoj prošlosti bilo je velikih promjena klime, kad su nastupila ledena, odnosno međuledena doba, ali uzroci tih promjena nisu se mogli do sada jednoznačno odrediti.

## Objašnjenje
Sunce je izvor energije koja zagrijava Zemlju i njenu atmosferu. Zemljina površina zrači toplinsku energiju zagrijavajući atmosferu, dok atmosfera vraća protuzračenjem dio tog toplinskog zračenja Zemlje natrag na Zemljinu površinu, a dio zrači u svemir. 
Već kroz tisuće godina temperatura na površini Zemlje oscilira unutar skoro konstantnih graničnih vrijednosti, što znači da se svi složeni procesi u sustavu Sunce - Zemlja nalaze u stalnoj ravnoteži. Ta se ravnoteža može pokazati bilancom zračenja unutar sustava Sunce - Zemlja - atmosfera. 
Prema procjeni raspodjele Sunčeva zračenja, navedenih u tablici i na slici, Zemljina površina prima više energije nego što je upadna energija na vrhu atmosfere (oko 144%). To je zato što dio energije kruži u zatvorenom krugu Zemljina površina - atmosfera. Prikazana ravnoteža energije zračenja zasniva se na pojednostavljenom modelu, u kojemu se prosječne vrijednosti zračenja mogu značajno mijenjati sa zemljopisnom širinom, naoblakom i tako dalje. Ipak, ta bilanca daje kvalitativno ispravnu opću sliku raspodjele zračenja unutar sustava Sunce - Zemlja - atmosfera. 
Dakle, uzevši u cjelini, u sustavu atmosfera - Zemlja postoji uravnotežena bilanca zračenja. Kad ne bi bilo prirodne ravnoteže između primitka i gubitka energije zračenja, nastupili bi poremećaji i promjena klime, što bi moglo ugroziti život na Zemlji. U dalekoj prošlosti bilo je velikih promjena klime, kad su nastupila ledena, odnosno međuledena doba, ali uzroci tih promjena nisu se mogli do sada jednoznačno odrediti.
| Proces                                 | Dio upadne energije (%) |
| -------------------------------------- | ----------------------- |
| Apsorpcija u plinovima atmosfere       | 6                       |
| Raspršenje u atmosferi                 | 18                      |
| Refleksija od oblaka                   | 24                      |
| Apsorpcija u oblacima                  | 11                      |
| Prijenos (transmisija) kroz oblake     | 15                      |
| Refleksija od površine Zemlje (albedo) | 4                       |
| Apsorpcija u površini Zemlje           | 22                      |
| Ukupna upadna energija                 | 100                     |

| Proces                                                  | Dio energije (%) |
| ------------------------------------------------------- | ---------------- |
| Izravno ili direktno zračenje Sunca                     | + 22             |
| Raspršeno ili difuzno zračenje kroz oblake              | + 15             |
| Raspršeno ili difuzno zračenje iz atmosfere             | + 11             |
| Povratno zračenje atmosfere ili protuzračenje atmosfere | + 96             |
| Ukupan dobitak:                                         | + 144            |
| Dugovalno zračenje Zemlje                               | - 114            |
| Konvekcija ili toplinsko strujanje                      | - 6              |
| Oslobađanje latentne topline kondenzacijom              | - 24             |
| Ukupni gubitak:                                         | - 144            |

| Proces                                     | Dio energije (%) |
| ------------------------------------------ | ---------------- |
| Apsorpcija Sunčeva zračenja u plinovima    | + 6              |
| Apsorpcija Sunčeva zračenja u oblacima     | + 11             |
| Dugovalno zračenje Zemlje                  | + 109            |
| Konvekcija ili toplinsko strujanje         | + 6              |
| Oslobađanje latentne topline kondenzacijom | + 24             |
| Ukupan dobitak:                            | + 156            |
| Povratno zračenje na Zemlju                | - 96             |
| Zračenje u svemir                          | - 60             |
| Ukupni gubitak:                            | - 156            |

## Sunčevo zračenje i Zemljina atmosfera
Sunčevo zračenje je osnovni energetski izvor za sve procese u Zemljinoj atmosferi. Sunce zrači ogromnu energiju koja se većinom pretvara u toplinu. Tako na 10 km2 Zemljine površine dopire u ljetnom vedrom danu (uz slabljenje zračenja atmosferom) čak od 7 do 9 milijuna kW.
Temperatura površine Sunca iznosi oko 5 778 K (5505 °C), a odzračnost ili radijacijska egzitancija (izračena energija po ploštini i vremenu) na površini Sunca iznosi oko 63 500 W/m2. Ozračenje ili iradijancija Zemlje Sunčevim zračenjem na vrhu Zemljine atmosfere naziva se Sunčevom ili solarnom konstantom. Međunarodni komitet za zračenje Svjetske meteorološke organizacije WMO (eng. World Meteorological Organization) prihvatio je 1957. kao standardnu vrijednost Sunčeve konstante S0 = 1 382 W/m2. Udaljenost između Zemlje i Sunca mijenja se tokom godine, pa se zato i stvarni iznos Sunčeve konstante mijenja u području od 1 340 do 1431 W/m2, tako da se može računati s prosječnim iznosom S0 = 1 396 W/m2.

### Spektar Sunčeva zračenja
Spektar Sunčeva zračenja podijeljen je u 3 područja:
- ultraljubičasto područje valnih duljina λ = 0,2 - 0,4 μm,
- vidljivo područje valnih duljina λ = 0,4 - 0,76 μm i
- infracrveno područje valnih duljina λ = 0,8 - 4,0 μm.

Osnovni zakoni fizike opisuju i matematski određuju elektromagnetsko zračenje sa svim popratnim pojavama kao što su apsorpcija, transmisija (prijenos), refleksija i emisija zračenja. 
Spektar zračenja kojemu je izložena atmosfera nalazi se unutar valnih duljina od oko 20 nm do oko 10 μm. Atmosfera ima veliku sposobnost apsorpcije, nepropusna je za kratke valne duljine λ < 0,3 μm, ali je skoro potpuno propusna za valne duljine vidljivog područja, to jest za 0,3 < λ < 1,0 μm. 
Toplinsko zračenje Zemlje je u području valnih duljina oko λ = 10 μm. To je područje infracrvenog zračenja od kojega u atmosferi najveći dio apsorbira vodena para i ugljikov dioksid, pa samo manji dio Zemljina zračenja prolazi kroz atmosferu i odlazi u svemir. 
Razdioba Sunčeva zračenja na vrhu atmosfere određena je astronomskim čimbenicima: kruženjem Zemlje oko Sunca, nagibom osi Zemljine vrtnje (rotacije) prema ekliptici te dnevnom Zemljinom vrtnjom. Teoriju razdiobe Sunčeva zračenja na Zemljinu kuglu kad ne bi bilo atmosfere (a to vrijedi i za vrh atmosfere) postavio je M. Milanković. On je predočio dijagram koji prikazuje godišnji raspored Sunčeva zračenja koje dopire do vodoravne površine na vrhu atmosfere prema zemljopisnoj širini. Na prvi pogled čini se nelogično da je najveća dnevna insolacija na polovima. To je ipak točno, ali ne zato što je na polovima najveće ozračenje Sunčevim zračenjem, nego zbog toga što u vrijeme maksimalne insolacije na polovima dan traje 24 sata. 
Dnevno ozračenje ovisi i o upadnom kutu Sunčevih zraka na plohu. S druge strane, i zbog različite duljine dana, dnevno se ozračenje na vrhu atmosfere tokom godine bitno mijenja. Godišnje Sunčevo ozračenje smanjuje se porastom zemljopisne širine.

## Raspršenje Sunčeva zračenja u atmosferi
Molekule zraka i čestice što lebde u atmosferi (aerosol) dijelom propuštaju, dijelom apsorbiraju, a dijelom raspršuju Sunčevo zračenje, i to selektivno s obzirom na valnu duljinu. Apsorbirani dio Sunčeva zračenja može se ili potpuno ili djelomično pretvoriti u drugi oblik energije, na primjer u toplinsku ili fotokemijsku energiju, što predstavlja gubitak energije zračenja. Međutim, od svih plinova od kojih se sastoji atmosfera, jedino ozon apsorbira elektromagnetsko zračenje u vidljivom području spektra. 
Sunčevo se zračenje raspršuje na sve strane, no najviše zrači u smjeru u kojemu je ušlo u atmosferu, ali pri tom jakost izravnog zračenja to više slabi što se zrake više približavaju površini Zemlje gdje je atmosfera gušća. Dio raspršenog zračenja u atmosferi vraća se u međuplanetarni prostor, a drugi dio dopire do Zemljine površine. Na površinu Zemlje, dakle, dolazi, osim izravnog zračenja, i raspršeno ili difuzno zračenje iz svih smjerova nebeskog svoda. Difuzno zračenje omogućuje dnevnu rasvjetu i na mjestima koja nisu neposredno obasjana Sunčevim zrakama, i po oblačnom vremenu.

### Apsorbiranje Sunčeva zračenja u atmosferi
Svaki plin selektivno apsorbira elektromagnetsko zračenje, i to s obzirom na valnu duljinu λ. Također svaki plin ima konstantan koeficijent apsorpcije, koji ovisi o valnoj duljini zračenja i o stanju plina. Energiju zračenja apsorbiraju molekule plina, pretvarajući je u neki drugi oblik energije, pa zato apsorbirana energija zračenja ovisi o gustoći plina, te o debljini sloja plina kroz koji zračenje prolazi. 
Za monokromatsko zračenje odnos je jakosti (intenziteta) zračenja Iλs nakon prolaza kroz sloj zraka masenog koeficijenta apsorpcije αλm, debljine s, gustoće ρ(s), i jakosti upadnog zračenja Iλ0 opisan Lambert-Beer-Bougertovim zakonom:
{\displaystyle I_{\lambda s}=I_{\lambda 0}\cdot e^{-\,\alpha _{\lambda m}\cdot \int _{0}^{s}\rho \cdot \,\mathrm {d} s}}
Eksponent {\displaystyle \tau _{i}={-\,\alpha _{\lambda m}\cdot \int _{0}^{s}\rho \cdot \,\mathrm {d} s}} zove se optička debljina atmosfere. Ona je ovisna o položaju Sunca, najmanja je za Sunce u zenitu, a najveća za Sunce na obzoru (horizontu). 
Masa zapaženog stupca zraka s osnovicom površine (ploštine) A jest:
{\displaystyle M=A\cdot \int _{0}^{s}\rho \cdot \,\mathrm {d} s}
Omjer te mase m za neki položaj Sunca M i za Sunce u zenitu M0 zove se optička masa atmosfere:
{\displaystyle m={\frac {M}{M_{0}}}}
Ovisnost optičke mase atmosfere o kutnoj visini Sunca navedena je u tablici:
| Kutna visina Sunca | Optička masa atmosfere |
| ------------------ | ---------------------- |
| 90°                | 1,00                   |
| 70°                | 1,06                   |
| 50°                | 1,30                   |
| 40°                | 1,55                   |
| 30°                | 2,00                   |
| 20°                | 2,90                   |
| 10°                | 5,60                   |
| 5°                 | 10,40                  |
| 0°                 | 35,40                  |

Za različite kutne visine Sunca prikazane su u tablici pripadne vrijednosti optičke mase atmosfere. Vidi se da pri položaju Sunca na obzoru (horizontu) Sunčevo zračenje prolazi kroz 35,4 puta veću masu stupca zraka nego kad je Sunce u zenitu. To je razlog da u jutarnjim satima, nakon izlaska Sunca, Sunčevo ozračenje na površini Zemlje naglo raste, a u večernjim satima, pred zalazak Sunca naglo pada.
Atmosfera se neposredno ne zagrijava time što molekule zraka apsorbiraju Sunčevo elektromagnetsko zračenje. Apsorbirana energija zračenja očituje se u raznim fotokemijskim, fotoelektričnim i drugim molekularnim procesima, pa tako, na primjer, u velikim visinama apsorpcijom ultraljubičastog zračenja nastaje ozon. U troposferi, uz vodenu paru, i ugljikov dioksid apsorbira infracrveno zračenje, a Sunčevo zračenje apsorbiraju i primjese u atmosferi (prašina) i kapljice oblaka i magle.

## Sunčevo zračenje na površini Zemlje

### Izravno Sunčevo zračenje
Izravno ili direktno Sunčevo zračenje jest zračenje Sunca koje dolazi do površine Zemlje kao snop paralelnih zraka, i to na plohu okomitu na zrake s jakošću (intenzitetom) I, a na vodoravnu plohu s jakošću Iv. Između tih jakosti postoji odnos:
{\displaystyle I_{v}=I\cdot \sin h_{s}}
gdje je: hs - kutna visina Sunca. Izravno Sunčevo zračenje zavisi od Sunčeve ili solarne konstante, udaljenosti Zemlje od Sunca (astronomska jedinica), fizikalnog stanja atmosfere nad mjestom motrenja (sadržaj plinova koji apsorbiraju zračenje, krutih primjesa u atmosferi, prisutnost oblaka ili magle i drugo), kutne visine Sunca, a i od nadmorske visine. S porastom nadmorske visine raste izravno zračenje Sunca, jer optička debljina atmosfere postaje manja. 
Pojednostavljena slika o jakosti ili intenzitetu Sunčeva zračenja dobiva se promatranjem takozvanih potencijalnih vrijednosti Sunčeva zračenja. To su maksimalne vrijednosti u vedrom danu. U prvoj tablici su vrijednosti potencijalnog Sunčeva zračenja na vodoravnu, odnosno okomitu plohu na području Zagreba, u toku dana s vedrom, čistom i suhom atmosferom, a u drugoj tablici analogne su vrijednosti za vedre dane, ali s mutnom i vlažnom atmosferom. 
| Mjesec   | Vodoravna ploha | Okomita ploha |
| -------- | --------------- | ------------- |
| ožujak   | 20,1            | 43,5          |
| lipanj   | 35,2            | 57,4          |
| rujan    | 23,6            | 46,5          |
| prosinac | 7,2             | 28,8          |

| Mjesec   | Vodoravna ploha | Okomita ploha |
| -------- | --------------- | ------------- |
| ožujak   | 11,4            | 21,9          |
| lipanj   | 21,3            | 31,3          |
| rujan    | 13,7            | 24,0          |
| prosinac | 3,8             | 13,2          |

### Raspršeno Sunčevo zračenje
Difuzno ili raspršeno zračenje Sunca Id to je veće što je veća kutna visina Sunca, veća prozirnost atmosfere i veća naoblaka. Za različite vrste naoblake, a prema ovisnosti o kutnoj visini Sunca hs, mijenja se difuzno zračenje Id u dosta širokom rasponu, i u usporedbi s vedrim nebom dosta je povećano. Jakost ili intenzitet difuznog zračenja Id i jakost izravnog zračenja povezani su izrazom:
{\displaystyle I_{d}=b\cdot (I_{v}-I)\cdot \sin h_{s}}
gdje je: b - koeficijent koji za idealnu atmosferu iznosi 1/2, a za realnu atmosferu 1/3. Izravno i difuzno zračenje ima izrazit dnevni hod i maksimum doseže pri najvećoj visini Sunca, to jest u lokalno podne. Kao što se vidi iz usporedbe iz tablica, difuzno je zračenje mnogo manje od izravnog. 
Očito je da se difuzno zračenje mnogo povećava što je više vlage u atmosferi, te da u čistoj atmosferi bez vlage iznosi svega 10% izravnog zračenja na vodoravnu plohu. Na visokim zemljopisnim širinama, gdje je veća naoblaka i mala kutna visina Sunca, Id može dostići vrijednost izravnog zračenja. S povećanjem nadmorske visine difuzno se zračenje smanjuje. 
| Mjesec   | Čista i suha atmosfera | Vlažna i mutna atmosfera |
| -------- | ---------------------- | ------------------------ |
| ožujak   | 1,8                    | 3,8                      |
| lipanj   | 2,6                    | 6,8                      |
| rujan    | 2,0                    | 4,3                      |
| prosinac | 1,1                    | 1,7                      |

### Ukupno Sunčevo zračenje
Ukupno zračenje Ig jest zbroj izravnog i raspršenog zračenja Sunca na vodoravnu površinu tla. Vrijednosti ukupnog zračenja Ig za područje Zagreba i za izabrane mjesece mogu se dobiti iz tablica, ali neposredna mjerenja pokazuju da su stvarne vrijednosti Ig mnogo manje od onih koje vrijede za potpuno vedru, mutnu i vlažnu atmosferu. 
Kad je naoblaka preko cijelog dana, vrijednosti ukupnog zračenja još su manje za 30 do 50% od vrijednosti u tablici. Ovisnost ukupnog zračenja o naoblaci može se prikazati izrazom:
{\displaystyle I_{g}=I_{0}\cdot (1-(a+b\cdot n)\cdot n)}
gdje je: I0 - ukupno zračenje pri vedrom nebu, n - naoblaka u desetinkama površine neba, dok su a i b su iskustveni (empirijski) koeficijenti. 
Na Zemlji se ukupno zračenje u toku godine mijenja u dosta širokim granicama, a dostiže maksimalne vrijednosti u pustinjskim područjima sjeverne Afrike oko 2 560 kWh/m2 godišnje. Na našim područjima godišnje ukupno zračenje iznosi od oko 1 012 kWh/m2 u planinskim područjima do oko 1 628 kWh/m2 u području južnog Jadrana.
| Mjesec           | Ozračenje (MJ/m2 d) |
| ---------------- | ------------------- |
| siječanj         | 3,7                 |
| veljača          | 6,5                 |
| ožujak           | 9,7                 |
| travanj          | 14,7                |
| svibanj          | 19,2                |
| lipanj           | 20,6                |
| srpanj           | 21,3                |
| kolovoz          | 18,7                |
| rujan            | 14,0                |
| listopad         | 8,3                 |
| studeni          | 3,6                 |
| prosinac         | 2,6                 |
| godišnji prosjek | 11,9                |

### Albedo
Albedo ili sposobnost refleksije (odbijanja) Sunčeva zračenja od neke tvari određen je omjerom reflektiranog zračenja i upadnog zračenja i obično se izražava u postocima (%). Albedo Zemljine površine mijenja se u širokim granicama, ovisno o svojstvima podloge: površina pustinje od 15 do 30%, zeleno polje od 3 do 22%, oranice od 4 do 12%, jezera i oceani od 2 do 18%, svježi suhi snijeg od 80 do 90%, morski led od 30 do 40%. Albedo snijega iznosi u prosjeku 60%, a svježeg snijega čak i do 90%. Albedo vodenih površina veoma zavisi od upadnog kuta Sunčevih zraka, no, uzevši u cjelini, manji je od albeda kontinenata. Albedo tla bitno zavisi i od vlažnosti tla, te se s porastom vlažnosti smanjuje. Općenito uzevši, albedo ima dobro izražen dnevni i godišnji hod uvjetovan kutnom visinom Sunca. Najmanje su vrijednosti albeda u podnevnim satima i ljeti. 
Različite vrste oblaka imaju različitu moć refleksije zračenja. Tanki perjasti oblaci nad kopnom imaju albedo oko 32%, slojasti oblaci nad kopnom uz naoblaku veću od 8/10 nebeskog svoda oko 68%. Ukupni albedo oblaka za cijelu Zemlju u prosjeku iznosi oko 24%. Treba istaknuti da i atmosfera reflektira oko 7% zračenja, pa, uzevši u cjelini, albedo Zemlje iznosi oko 35%, to jest Zemlja u cjelini reflektira oko 35% zračenja koje primi od Sunca. Stvarna vrijednost albeda mijenja se iz dana u dan, jer zavisi od naoblake.

### Insolacija
Insolacija je trajanje obasjavanja Suncem (Sunčevo zračenje), osunčanje ili osunčavanje, to jest vrijeme u kojem je neko mjesto na Zemlji izravno ozračeno Sunčevim zrakama. Razlikuje se stvarno osunčavanje, koje ovisi o otvorenosti obzora (horizonta), duljini vidljivoga dijela dana i naoblaci, te astronomski moguće osunčavanje, koje se može izračunati uz pomoć Sunčeve deklinacije i zemljopisne širine promatranoga mjesta. U Hrvatskoj najviše sati osunčavanja imaju mjesta na srednjem i južnom Jadranu (godišnje približno 2 700 sati), dok se prema unutrašnjosti godišnje osunčavanje smanjuje približno do 2 000 sati. Planinski predjeli su ljeti oblačniji, a zimi vedriji od nizinskih predjela, pa im je i trajanje insolacije različito. Valja napomenuti da godišnja moguća (teorijska) insolacija iznosi od 4 460 sati na jugu do 4 470 sati na sjeveru naše zemlje. To Sunčevo zračenje sadrži najviše od emitirane energije u obliku kratkovalnog zračenja i svjetla. Samo jedan dio kratkovalnog zračenja dospijeva do Zemljine površine, a preostali dio energije se reflektira (albedo), rasipa ili ju upije atmosfera. Dok zračenje površine Zemlje nazivamo dugovalno zračenje Zemlje koja je dugovalna i tamna. Izražava se brojem sati sijanja Sunca nad nekim mjestom tijekom godine.

### Dugovalno zračenje Zemlje
Dugovalno zračenje Zemlje ili  dugovalno toplinsko zračenje Zemlje je dio infracrvenoga zračenja valne duljine od 4 do 50 μm, koje nastaje apsorpcijom (upijanjem) Sunčeva kratkovalnog zračenja iz Sunčeve svjetlosti. Dio tog infracrvenog zračenja (dugovalnog zračenja Zemlje) odlazi u svemir (oko 30%), a veći dio (oko 70%) vraća se prema Zemlji kao protuzračenje atmosfere, koje time povećava temperaturu Zemljine površine (staklenički učinak).

## Staklenički učinak
Staklenički učinak je zagrijavanje Zemljine površine i donjih slojeva Zemljine atmosfere selektivnim propuštanjem toplinskog zračenja: atmosfera propušta velik postotak vidljive Sunčeve svjetlosti koja zagrijava Zemlju, a dio te energije reemitira se u obliku dugovalnoga toplinskog zračenja natrag u atmosferu. Najveći dio te energije upija (apsorbira) se u atmosferi molekulama vodene pare, ugljikovog dioksida, te u manjoj mjeri nekih drugih plinova (klorofluorougljici, metan i drugi) i odbija (reflektira) natrag prema Zemlji. Da nema učinka staklenika, temperatura bi na Zemlji bila – 73°C. Zbog povećanog stvaranja ugljikovog dioksida industrijskim procesima (industrijska revolucija) posljednjih se stotinjak godina učinak staklenika povećava i dovodi do općeg zagrijavanja atmosfere, a samim time i klimatskih promjena. To je proces u kojem naš planet ne uspijeva održati ravnotežu između energije prikupljene sa Sunca i topline izračene u svemir. Plinovi čija je koncentracija porasla zagađenjem atmosfere odbijaju dio topline natrag na Zemlju, što izaziva podizanje temperature atmosfere ne bi li se uspostavila nova ravnoteža. Sličan proces odvija se u stakleniku, pa odatle i naziv.